# Joke (voornaam)
Joke is een Nederlandse meisjesnaam. Het is afgeleid van Jo met diminitief -ke, en een afkorting van Johanna.